# Aléxandros Papamihaíl
Aléxandros Papamihaíl (en grec moderne : Αλέξανδρος Παπαμιχαήλ, né le 18 septembre 1988 à Karditsa) est un athlète grec, spécialiste de la marche.
Il participe aux Jeux olympiques de Londres sur le Mall. Il termine 15e du 20 km marche et 24e du 50 km marche. Il bat lors de ses épreuves les records nationaux des 20 et 50 km marche.

## Performances
| Année | Compétition                   | Lieu                 | Course                 | Résultat | Temps    |
| ----- | ----------------------------- | -------------------- | ---------------------- | -------- | -------- |
| 2004  | Coupe du monde de marche      | Naumburg             | 10 km marche (juniors) | 39e      | 46:53    |
| 2005  | Coupe d'Europe de marche      | Miskolc              | 10 km marche (juniors) | 21e      | 45:29    |
| 2006  | Coupe du monde de marche      | La Corogne           | 10 km marche (juniors) | 10e      | 43:31    |
| 2006  | Championnats du monde juniors | Pékin                | 10 km marche           | 9e       | 44:36,15 |
| 2007  | Coupe d'Europe de marche      | Royal Leamington Spa | 10 km marche (juniors) | 13e      | 43:21    |
| 2007  | Championnats d'Europe juniors | Hengelo              | 10 km marche           | 5e       | 42:04,57 |
| 2009  | Coupe d'Europe de marche      | Metz                 | 20 km marche           | 22e      | 1:33:31  |
| 2009  | Jeux méditerranéens           | Pescara              | 20 km marche           | 6e       | 1:28:04  |
| 2009  | Championnats d'Europe espoirs | Kaunas               | 20 km marche           | 6e       | 1:25:06  |
| 2012  | Jeux olympiques d'été         | Londres              | 20 km marche           | 15e      | 1:21:12  |
| 2012  | Jeux olympiques d'été         | Londres              | 50 km marche           | 24e      | 3:49,56  |
| 2013  | Coupe d'Europe de marche      | Dudince              | 50 km marche           | 10e      | 3:51:05  |
| 2013  | Championnats du monde         | Moscou               | 20 km marche           | 16e      | 1:23:48  |
| 2014  | Championnats d'Europe         | Zurich               | 50 km marche           | 13e      | 3:49:58  |
| 2015  | Coupe d'Europe de marche      | Murcie               | 50 km marche           | 7e       | 3:51:38  |
| 2015  | Championnats du monde         | Pékin                | 20 km marche           | 25e      | 1:24:11  |
| 2016  | Jeux olympiques d'été         | Rio de Janeiro       | 20 km marche           | 20e      | 1:21:55  |
| 2016  | Jeux olympiques d'été         | Rio de Janeiro       | 50 km marche           | 27e      | 3:59:21  |
| 2018  | Championnats d'Europe         | Berlin               | 20 km marche           | 15e      | 1:22:51  |
| 2019  | Championnats du monde         | Doha                 | 50 km marche           | 17e      | 4:22:39  |

## Records
- 20 km marche – 1:21:12 (2012) record de Grèce
- 35 km marche – 2:34:48 (2022) record de Grèce
- 50 km marche – 3:49:56 (2012) record de Grèce